# 志木市
志木市（日语：／ Shiki shi */?）是日本埼玉縣南部的城市，人口約7万6千人。

## 消防
- 埼玉縣南西部消防本部（日语：埼玉県南西部消防本部）
  - 志木消防站

## 警察
- 朝霞警察署（日语：朝霞警察署）
  - 志木站東口派出所
  - Iroha橋派出所
  - 柳瀨川站前派出所

## 國家機關
- 埼玉地方法務局 志木辦事處

## 町名・大字
- 本町（日语：本町 (志木市)）
- 柏町（日语：柏町 (志木市)）
- 幸町（日语：幸町 (志木市)）
- 館（日语：志木ニュータウン）
- 上宗岡（日语：上宗岡）
- 中宗岡（日语：中宗岡）
- 下宗岡（日语：下宗岡）
- 宗岡（日语：宗岡 (志木市)）

## 教育

### 高級中學
- 埼玉縣立志木高等學校（日语：埼玉県立志木高等学校）
- 慶應義塾志木高等學校（日语：慶應義塾志木高等学校）
- 細田學園高等學校（日语：細田学園高等学校）

### 初中
- 志木市立志木中學校 （页面存档备份，存于）
- 志木市立志木第二中學校（日语：志木市立志木第二中学校）
- 志木市立宗岡中學校 （页面存档备份，存于）
- 志木市立宗岡第二中學校

### 小學
- 志木市立志木小學校
- 志木市立志木第二小學校 （页面存档备份，存于）
- 志木市立志木第三小學校 （页面存档备份，存于）
- 志木市立志木第四小學校 （页面存档备份，存于）
- 志木市立宗岡小學校[永久]
- 志木市立宗岡第二小學校 （页面存档备份，存于）
- 志木第二宗岡第三小學校 （页面存档备份，存于）
- 志木市立宗岡第四小學校 （页面存档备份，存于）

### 幼兒園
- 足立緑幼兒園 （页面存档备份，存于）
- 大野道幼兒園 （页面存档备份，存于）
- 泉幼兒園 （页面存档备份，存于）
- 細田學園幼兒園 （页面存档备份，存于）
- 幸福之森幼兒園 （页面存档备份，存于）
- 志木中森幼兒園

## 郵政
郵遞區號是「353-00xx」。
- 志木郵局（日语：志木郵便局）（有風景郵戳（日语：風景印））
  - 志木館郵局（有風景郵戳）
  - 柳瀨川站前郵局（有風景郵戳）
  - 志木宗岡郵局（有風景郵戳）
  - 志木上町郵局（有風景郵戳）

## 交通

### 鐵路
東武鐵道
- 東上本線：柳瀨川站

## 道路

### 一般國道
- 國道463號（浦和所澤繞道（日语：浦和所沢バイパス）

### 都道府縣道
- 主要地方道
  - 埼玉縣道36號保谷志木線（日语：東京都道・埼玉県道36号保谷志木線）（慶應通、本町通、宿通）
  - 埼玉縣道40號埼玉東村山線（日语：埼玉県道・東京都道道46号さいたま東村山線）（Iroha通、本町通、昭和新道、慶應通）
  - 埼玉縣道79號朝霞蕨線（日语：埼玉県道79号朝霞蕨線）
- 一般縣道
  - 埼玉縣道112號和光志木線（日语：埼玉県道112号和光志木線）（昭和新道）
  - 埼玉縣道113號川越新座線（日语：埼玉県道113号川越新座線）（宿通、志木大通）
  - 埼玉縣道244號志木停車場線（日语：埼玉県道244号志木停車場線）

### 市道
- 百合之木通

## 河川
- 荒川
- 柳瀨川（日语：柳瀬川）